# ぽち軍曹。
『ぽち軍曹。』（ぽちぐんそう）は原作・日日日、作画・もみじ真魚による日本の漫画作品。スクウェア・エニックスのウェブコミック配信サイト『ガンガンONLINE』で2009年4月9日更新分から10月15日更新分まで連載された。全7話。

## ストーリー
大日本帝国陸上国防隊二等陸士・犬飼鎮は訓練中に部隊とはぐれて負傷し、3日ぶりに意識を取り戻す。そこで鎮に対して下された指令は、療養を兼ねて軍用犬のぽちを調教すること。しかし、鎮にはなぜかぽちが犬耳と尻尾の生えた人間の少女に見えてしまう。

## 登場人物
犬飼 鎮（いぬかい まもる）
大日本帝国陸上国防隊二等陸士。山中で訓練中に部隊とはぐれてしまい、負傷して意識を失った状態で発見される。3日ぶりに意識を回復した際に、療養を兼ねて軍用犬のぽちを調教するよう指令を受けるが、怪我が原因なのかぽちが人間の少女に見えてしまう症状に悩まされる。
ぽち
軍曹に任命されている雌の軍用犬。鎮以外には普通の犬にしか見えないが、何故か鎮には犬耳と尻尾の生えた人間の少女に見え、普通に会話も出来る。
ザクさん
軍医の女性。本名を嫌っており、通称で「ザクさん」と呼ばせている。

## 単行本
1. 2009年12月22日 ISBN 978-4-7575-2750-8